# Diakonie Hasenbergl

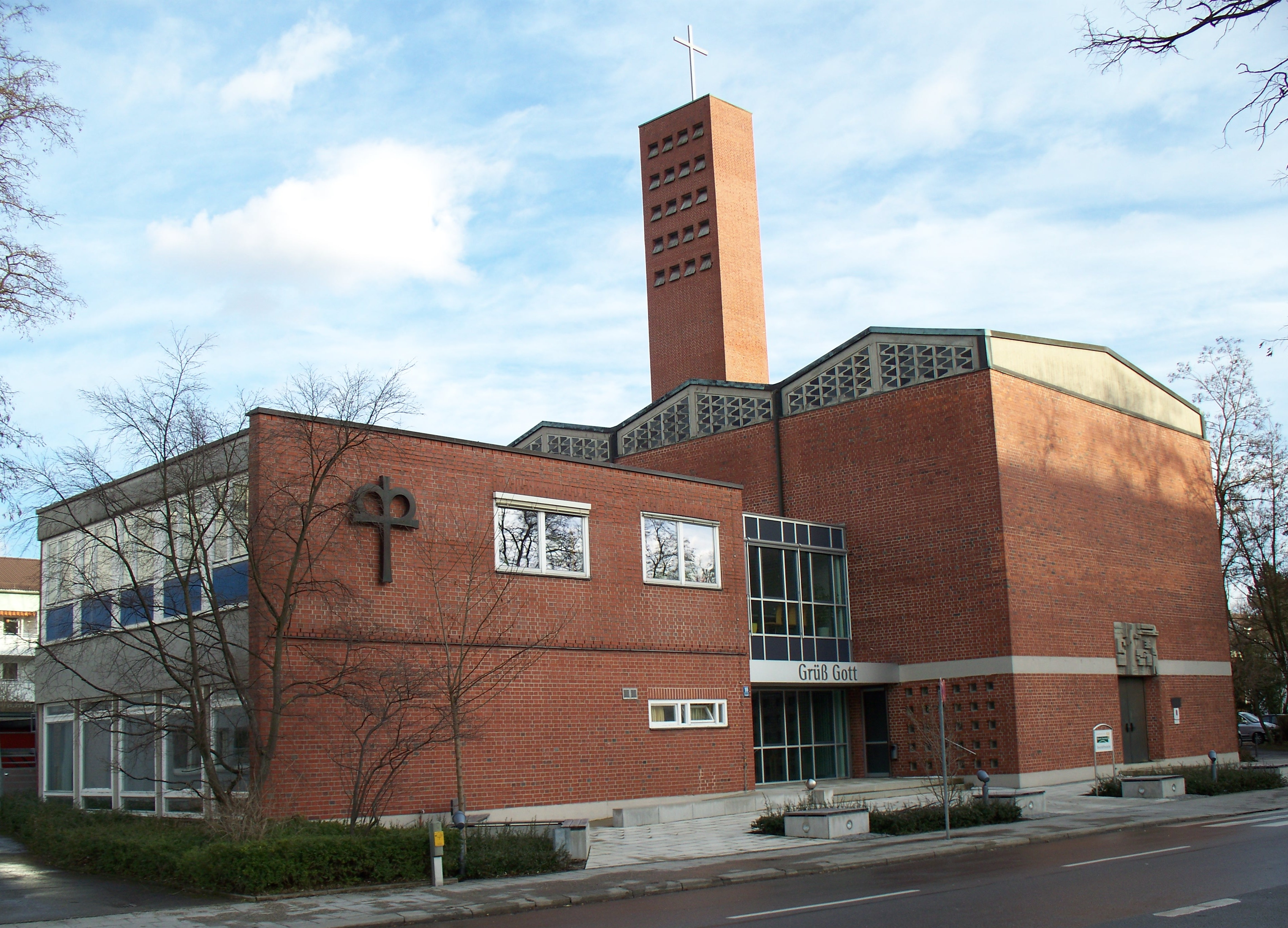
Geschäftsstelle Diakonie Hasenbergl e.V.

Die Diakonie Hasenbergl e.V. unterhält mehr als 60 Einrichtungen in den Münchner Stadtbezirken Feldmoching-Hasenbergl, Milbertshofen-Am Hart, Ramersdorf-Perlach, Neuperlach, Allach-Untermenzing und Schwabing-Freimann tätig und beschäftigt über 500 Mitarbeiter, davon rund 160 ehrenamtlich Tätige.

## Leitbild
Ihr Ziel ist, die Bildungschancen für Kinder, Jugendliche und Erwachsene zu erhöhen und diese bei der Wiedereingliederung ins Berufsleben zu unterstützen. Gemäß der bayerischen Sozialcharta versucht sie, sich für eine solidarische Gesellschaft, die soziale Qualität in das Zentrum ihres Handelns stellt, einzusetzen. Zielgruppe sind alle Menschen, unabhängig von Person, Herkunft und Religion. Es werden die Bereichen Kinder, Jugend und Familie, Arbeitswelt und Jugendhilfe sowie Sozialpsychiatrie, Senioren- und Stadtteilarbeit abgedeckt.

## Geschichte
Der Verein wurde im Jahr 1964 von Pfarrer Otto Steiner als Sozialer Beratungsdienst der Evangeliumskirchengemeinde München-Hasenbergl e.V. gegründet und hat sich aus der meist ehrenamtlichen Beratungstätigkeit evangelischer Christen zu einem gemeinnützigen caritativen Unternehmen entwickelt, das weit über den Stadtteil Hasenbergl hinaus aktiv ist.
Die Diakonie Hasenbergl hat im Rahmen ihres Qualitätsmanagement-Systems ein Energie- und Umweltmanagementsystem (EMAS) eingerichtet und dafür das EMAS-Gütesiegel erhalten. Dabei wurden alle Bereiche, Einrichtungen und Prozesse durch die »Umweltschutz-Brille« betrachtet.

## Bereiche
- Geschäftsstelle, Stanigplatz 10
- Kindertageseinrichtungen
- Kinder, Jugend und Familie

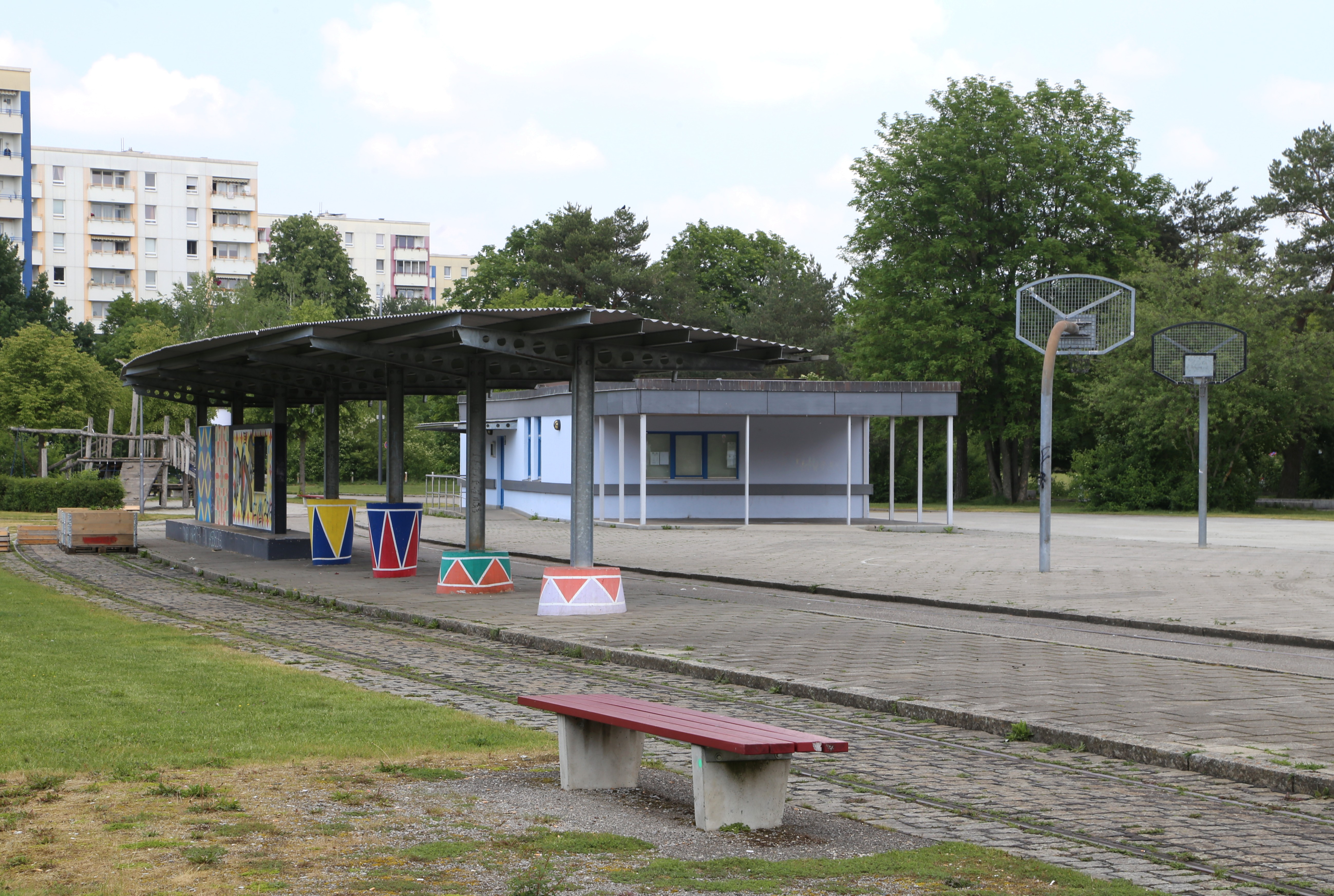
Blauer Punkt

- Sozialpsychiatrie, Senioren- und Stadtteilarbeit
- Arbeitswelt und Jugendhilfe

## Leitung

### Vorstand
- Stefan Fröba
- Gereon Kugler

### Aufsichtsrat
- Eva Grundner, Vorsitzende
- Jonas Glonnegger, Stellvertretender Vorsitzender
- Josefa Szczesny
- Stefan Albert
- Juliane Sagebiel
- Felix Reuter

### Mitarbeitervertretung
- Wolfgang Rudolph, Vorsitzender der MAV[3]